# Monasterio del Espíritu Santo (Putivl)
El monasterio del Espíritu Santo (en ucraniano: Святодухівський монастир) es un monasterio ortodoxo ucraniano que se sitúa en Putivl, en el óblast de Sumy de Ucrania. El templo está bajo la jurisdicción de la eparquía de Konotop y Jlújiv.    

## Geografía
La catedral está ubicada en la calle Lunacharski de Putivl, en el óblast de Sumy.   

## Historia
El monasterio fue fundado en 1591 por nativos monjes del monasterio de Sofroniev, ubicado no lejos de Putivl. Inicialmente, era una poderosa fortaleza, de la que sólo se conservan los restos de las murallas y varias torres reconstruidas. A principios del siglo XVII se encontraba aquí la residencia de Dimitri I, en una de las torres de Movchan (reconstruida como campanario de un monasterio).Inicialmente, los edificios religiosos monásticos eran de madera y la construcción de las primeras iglesias de ladrillo se remonta a principios del siglo XVII. Putivl formaba parte del principado de Moscú, cerca de la frontera a lo largo del río Seim con la República de las dos Naciones, y el monasterio fue un puesto de avanzada importante en la carretera con el kanato de Crimea. A finales del siglo XVII, la zarevna Sofía Alekséyevna Románova, encarcelada tras un tiroteo, fue mantenida en una de sus celdas.
Había un gran almacén de pólvora y un arsenal, y sólo en el siglo XIX el monasterio se convirtió en un objeto exclusivamente de culto. Hubo un tiempo en que fue un monasterio de niñas. 

## Arquitectura
El monasterio consta de la catedral de la Transfiguración, la iglesia principal del monasterio de mujeres, construida en 1617-1693, y el campanario de la iglesia de Jrestovozdvizhenski, construido entre los años 1697-1707.

## Galería

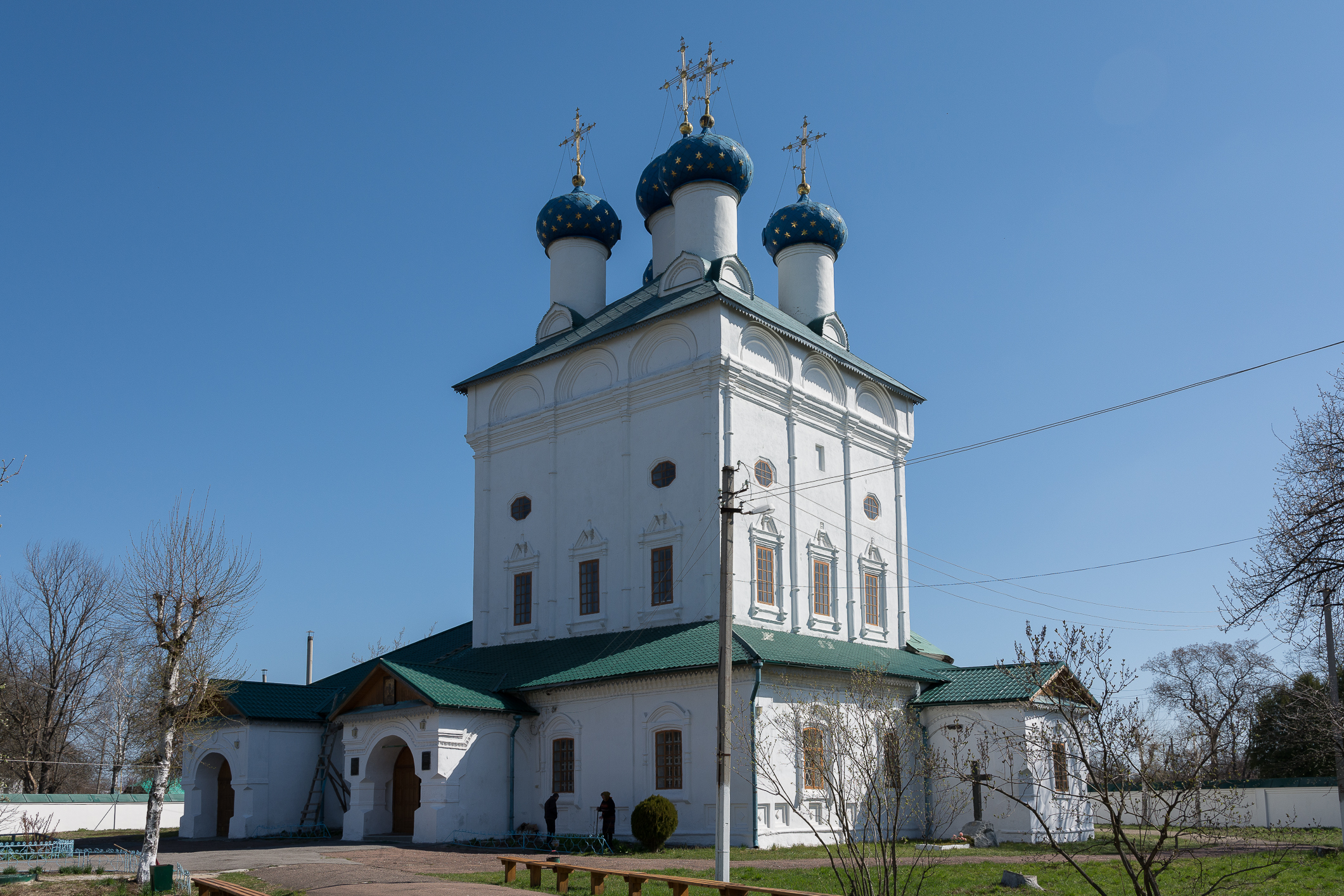
Catedral de la Transfiguración
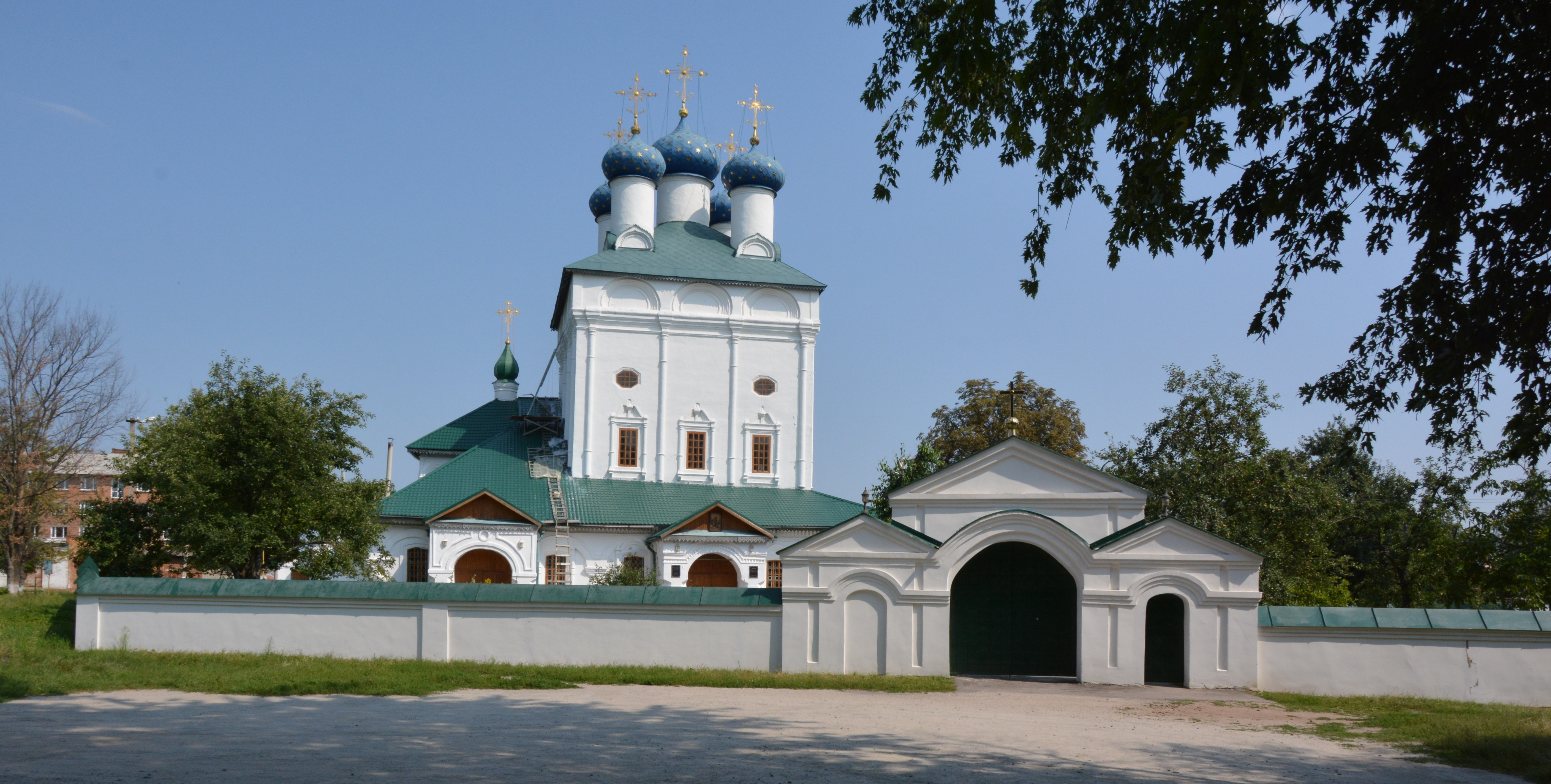
Muros del monasterio
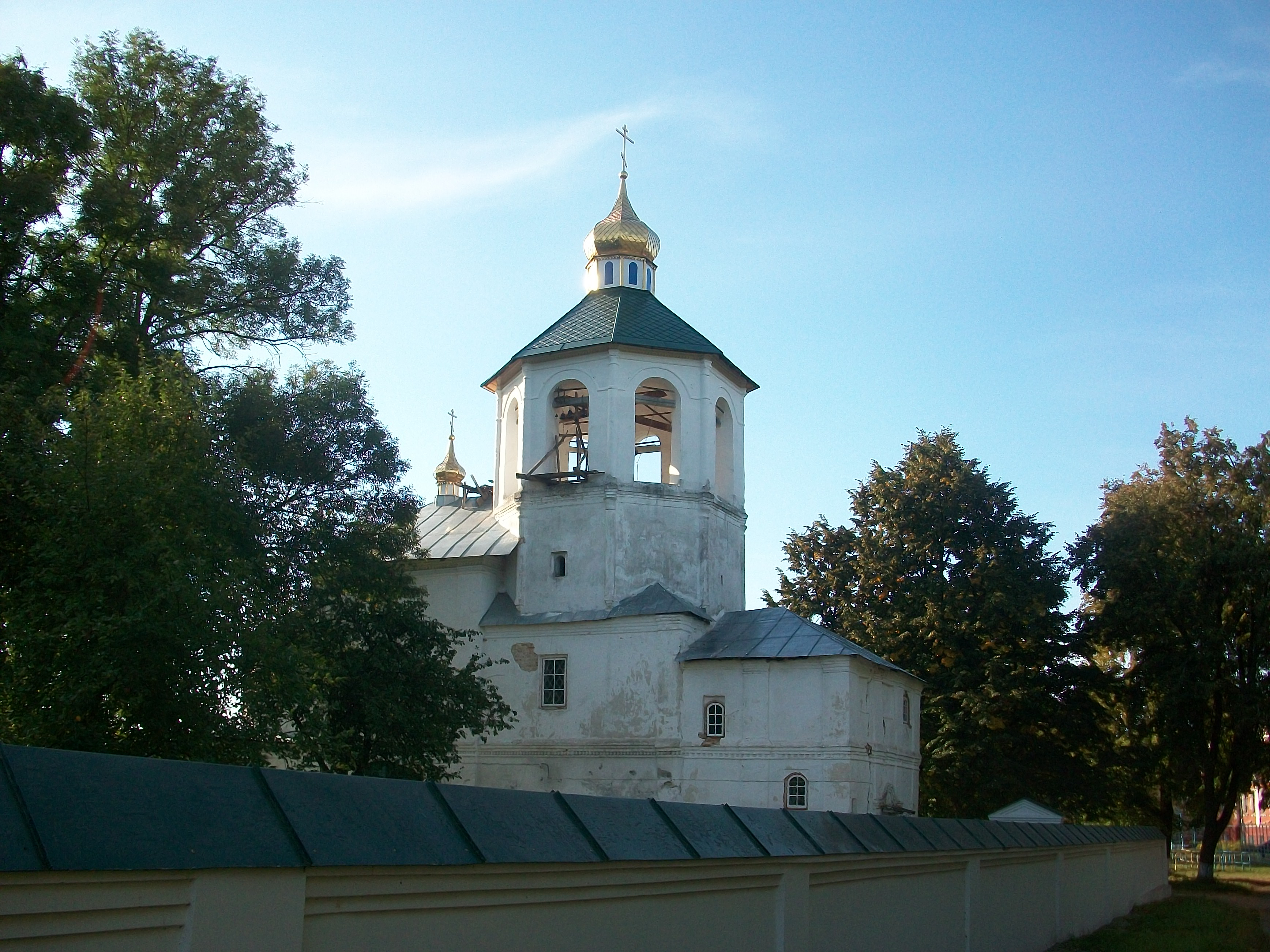
Campanario del monasterio
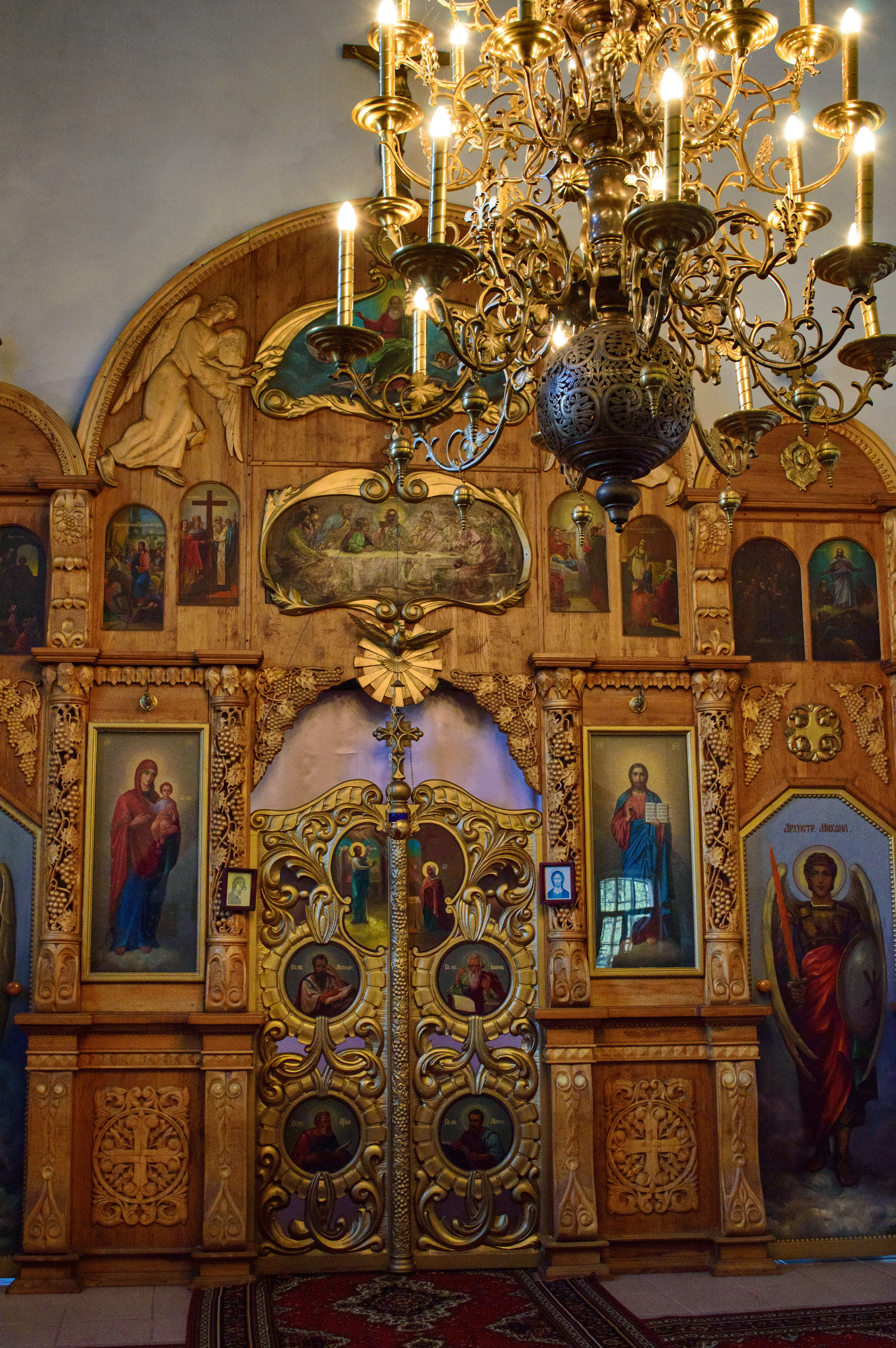
Iconostasio